# Irving Bedell Dudley
Irving Bedell Dudley (* 30. November 1861 in Jefferson; † 27. November 1911 in Baltimore) war ein Botschafter der Vereinigten Staaten.

## Leben
Irving Bedell Dudley besuchte das Kenyon College in Ohio, schloss 1882 ein Studium der Rechtswissenschaft an der George Washington University ab und übte den Beruf des Rechtsanwaltes aus.
Am 28. Juni 1897 wurde er zum Botschafter in Lima ernannt, wo er bis 14. Februar 1907 akkreditiert war.
Anschließend war er bis 1911 Botschafter in Rio de Janeiro.